# Muhammad Sa'id Ramadan al-Buti
Muḥammad Saʿīd Ramaḍān al-Būṭī, in arabo  محمد ﺳﻌﻴﺪ ﺭﻣﻀﺎﻥ اﻟﺒﻮﻂﻲ‎?, (Jilka, 1929 – Damasco, 21 marzo 2013), è stato uno scrittore e sceicco siriano e un importante studioso dell'Islam. È direttore del Dipartimento di Religione dell'Università di Damasco in Siria.
In occasione delle polemiche successive alla Lectio magistralis su "Fede, ragione e università", pronunciata da papa Benedetto XVI all'Università di Ratisbona, è stato uno dei 38 studiosi dell'Islam che ha sottoscritto un'apertura di dialogo con il papa.

## Opere in inglese

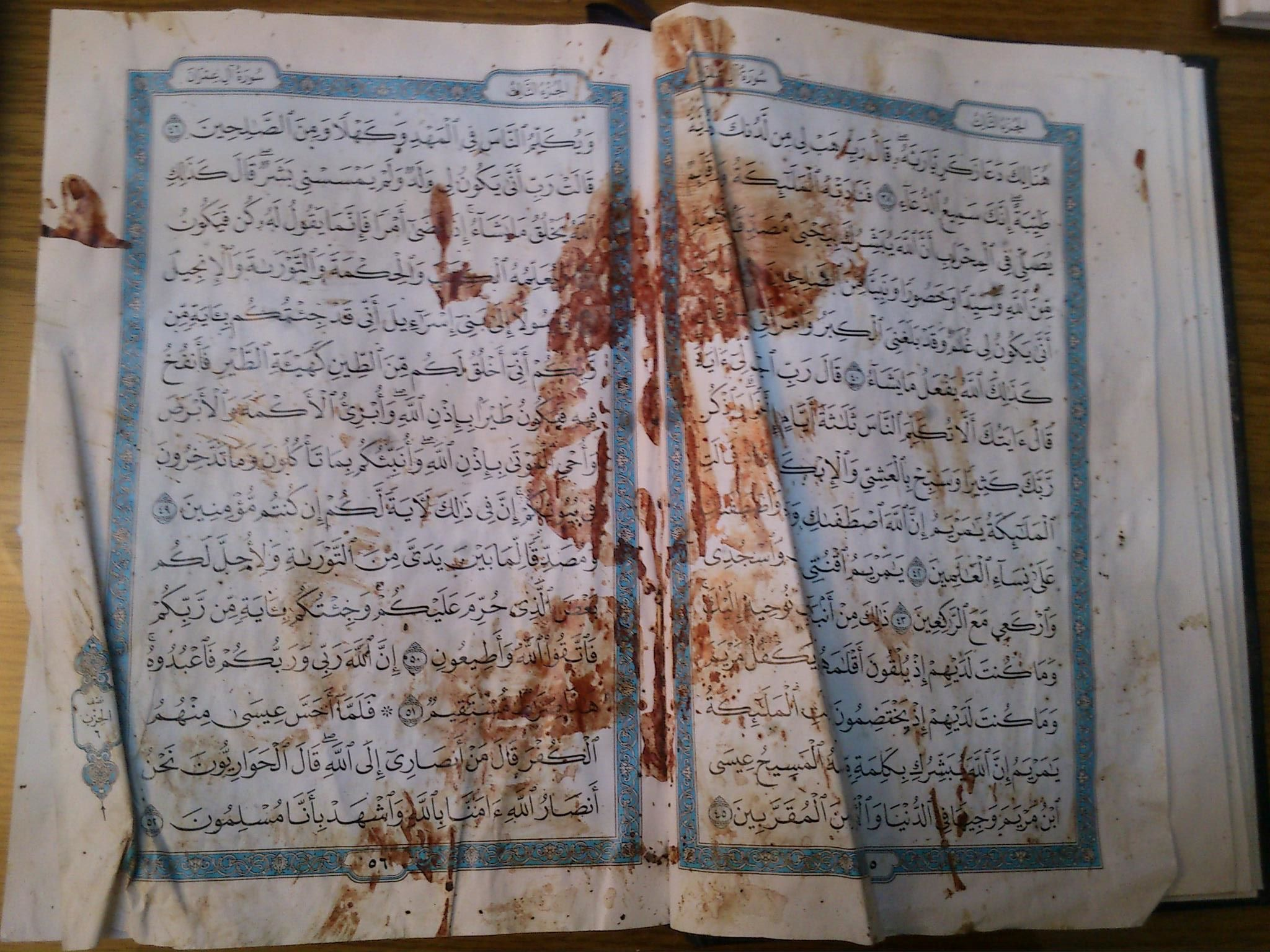
La pagina insanguinata del Sacro Corano che stava recitando lo sceicco al-Buti poco prima della sua morte.

- Man's freedom under his servitude to Allah, Damasco, Dar Al Fikr, 1994
- Jihad in Islam: how to understand & practise it, Damasco, Dar Al-Fikr, 1995
- Human rights: an Islamic perspective of Jihad and women, Ginevra, UN, 1998
- The jurisprudence of the prophetic biography; a brief history of the Orthodox caliphate, Damasco, Dar al-Fikr, 2001
- Europe from technology to spiritualism: the broken bridge: a lecture, Damasco, Dar al-Fikr, 2004